# Melomys dollmani
Melomys dollmani (Rümmler, 1935) è un roditore della famiglia dei Muridi endemico della Nuova Guinea.

## Descrizione

### Dimensioni
Roditore di piccole dimensioni, con la lunghezza della testa e del corpo tra 130 e 144 mm, la lunghezza della coda tra 175 e 195 mm, la lunghezza del piede tra 27 e 31 mm, la lunghezza delle orecchie tra 17 e 18 mm.

### Aspetto
La pelliccia è lunga, densa e morbida. Le parti superiori sono marroni brillanti con la base dei peli biancastra, mentre le parti inferiori sono biancastre, con la base più scura soltanto lungo i fianchi. La coda è più lunga della testa e del corpo, bruno-nerastra sopra, più chiara sotto e con circa 17 anelli di scaglie per centimetro, disposte una a fianco all'altra in maniera simile alle tessere di un mosaico, come nelle altre specie del genere.

## Biologia

### Comportamento
È una specie arboricola.

## Distribuzione e habitat
Questa specie è diffusa negli altopiani centrali e nella parte sud-orientale della Nuova Guinea.
Vive nelle foreste tropicali umide montane tra 1.000 e 1.800 metri di altitudine.

## Conservazione
La IUCN Red List, considerato il vasto areale, la popolazione numerosa e la mancanza di reali minacce, classifica M.dollmani come specie a rischio minimo (Least Concern).